# Grundschule Roter Hahn

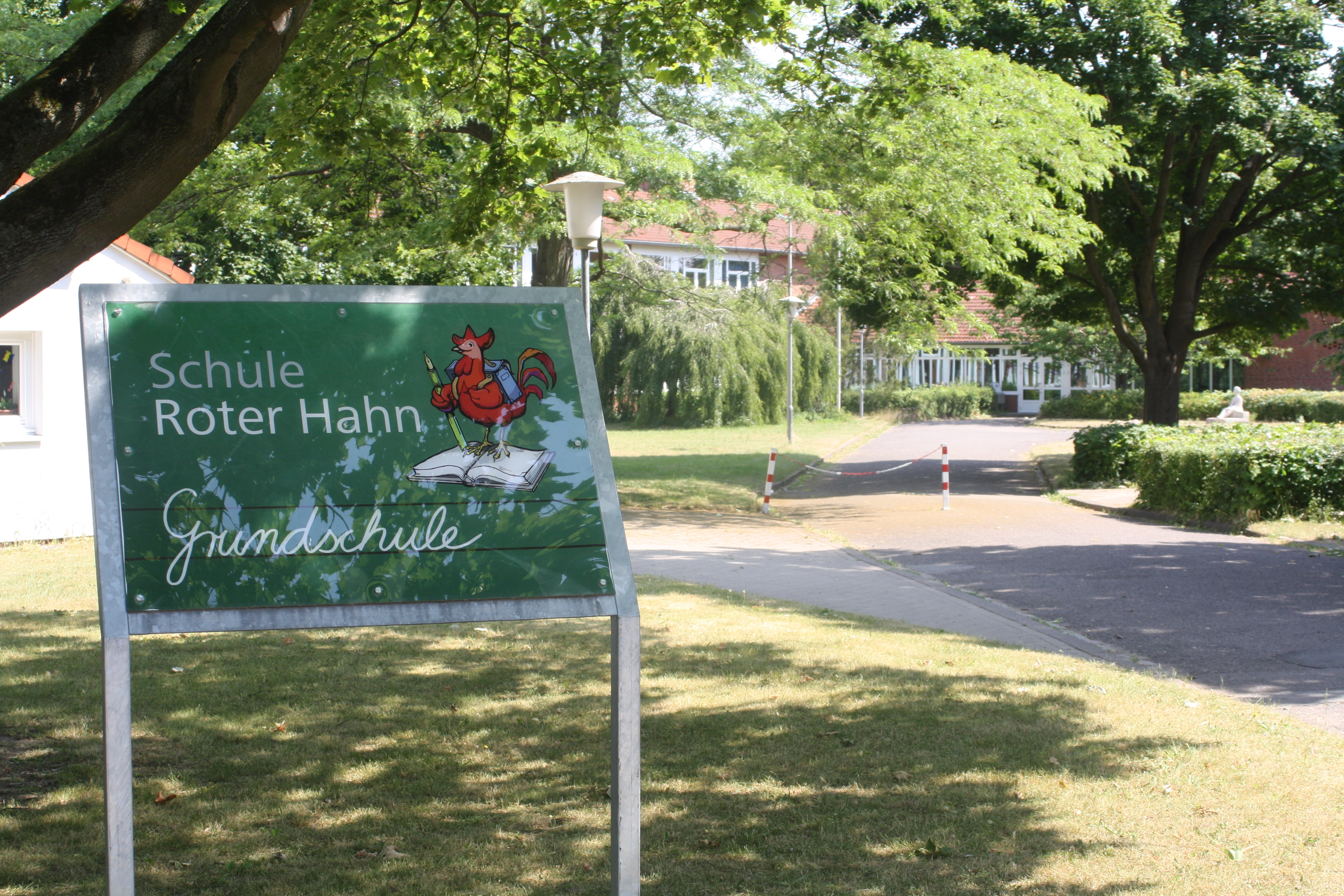
Eingang zum Gelände der Grundschule Roter Hahn

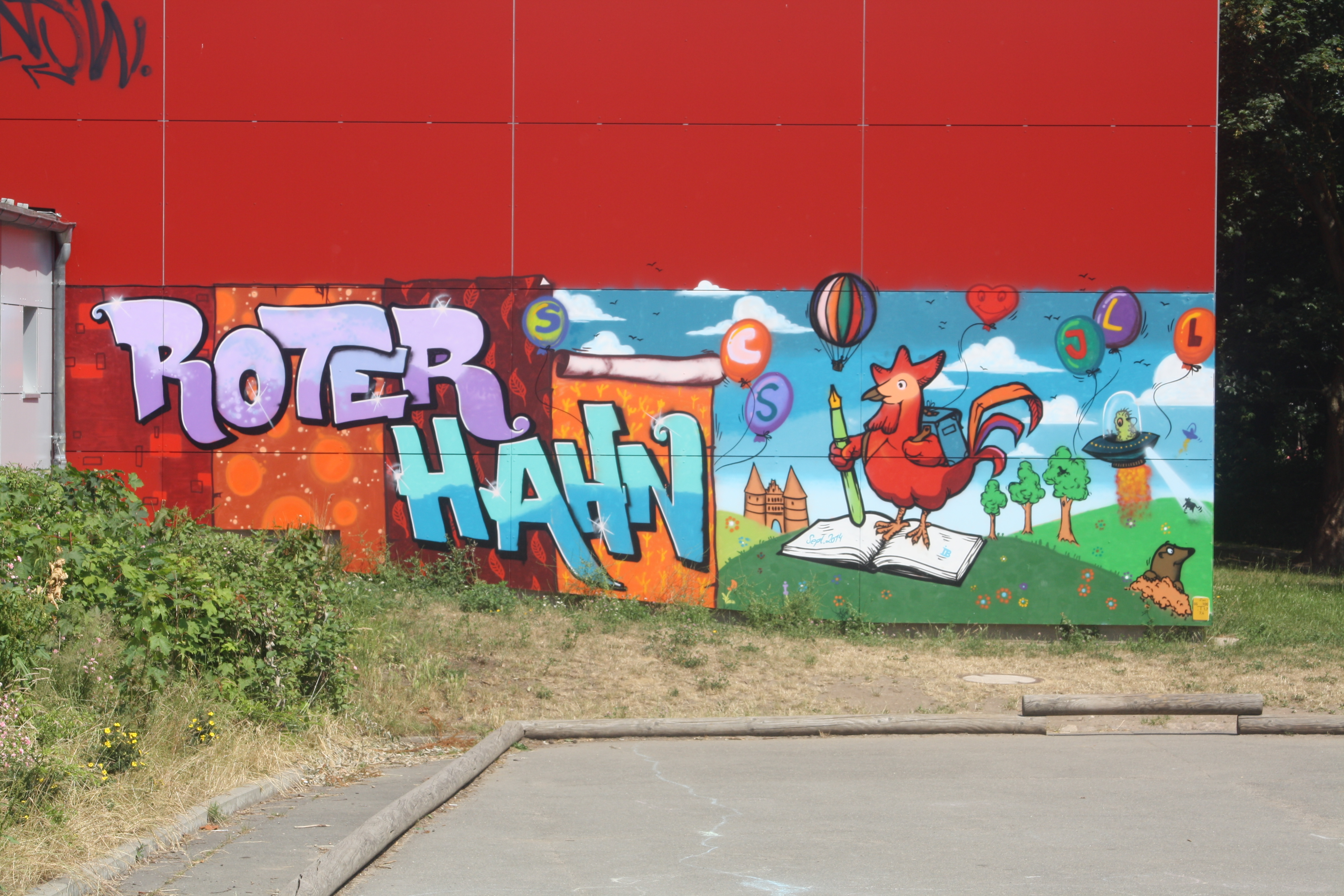

Die Grundschule Roter Hahn wurde am 7. Januar 1960 unter dem Namen Volksschule Roter Hahn eingeweiht (410 Schüler in 11 Klassen in 8 Räumen). Es handelt sich um eine seit dem Jahr 2014 reine Grundschule mit Ganztagsangebot im Lübecker Stadtteil Kücknitz, der als sozialer Brennpunkt eingestuft wird, im namensgebenden Stadtbezirk Roter Hahn. Im Mai 1969 hatte die Schule eine Höchstzahl von 1218 Schulkindern. Im Schuljahr 2013/2014 wurden nur noch 168 Schüler unterrichtet, 11 davon in der auslaufenden Hauptschule. Ab dem Schuljahr 2014/2015 ist die Schule eine reine Grundschule.

## Besonderheiten
Die Grundschule Roter Hahn gewährt den Schülern sogenannte „Freispielphasen“, in denen es den Kindern ermöglicht wird, seit August 2013 den Unterricht zu unterbrechen und durch gemeinsame Bewegungs- und/oder auch Ruhephasen das Lernen zu fördern. Des Weiteren gibt es die Möglichkeit, sich in einem Schülerclub zu engagieren, der es sich zum Ziel gesetzt hat, Bewegung, Sport und Spiel der Kinder zu fördern. Im Rahmen der Betreuung bis 16:00 Uhr besteht zudem die Möglichkeit an gemeinsamen Mittagessen teilzunehmen und eine Begleitung bei den täglichen Hausaufgaben zu erhalten. Bereitgestellt wird dieses Angebot von der 1906 gegründeten „Vorwerker Diakonie“.
Die Schule veranstaltet jährliche Ausflüge, an denen alle Klassen gemeinsamen teilnehmen.
Die Schule ist zudem ein DaZ-Zentrum. An der Schule sind 3 der, Stand 2016, 17 DaZ-Klassen in Lübeck.

## Kooperation mit Kindergarten
Seit 2013 besteht für Lübecker Kindergartenkinder die Möglichkeit, die Grundschule zu besuchen und erste Eindrücke über das ihnen bevorstehende Schulleben zu erhalten. Spielerisch werden die Kinder an den Schulalltag herangeführt und in alle wesentlichen Abläufe eingebunden. Dadurch wird den Kindern der Umstieg in den Schulalltag erleichtert, wodurch sich die Kinder besser auf den Unterricht konzentrieren können.

## Kooperation mit Geschichtserlebnisraum Lübeck

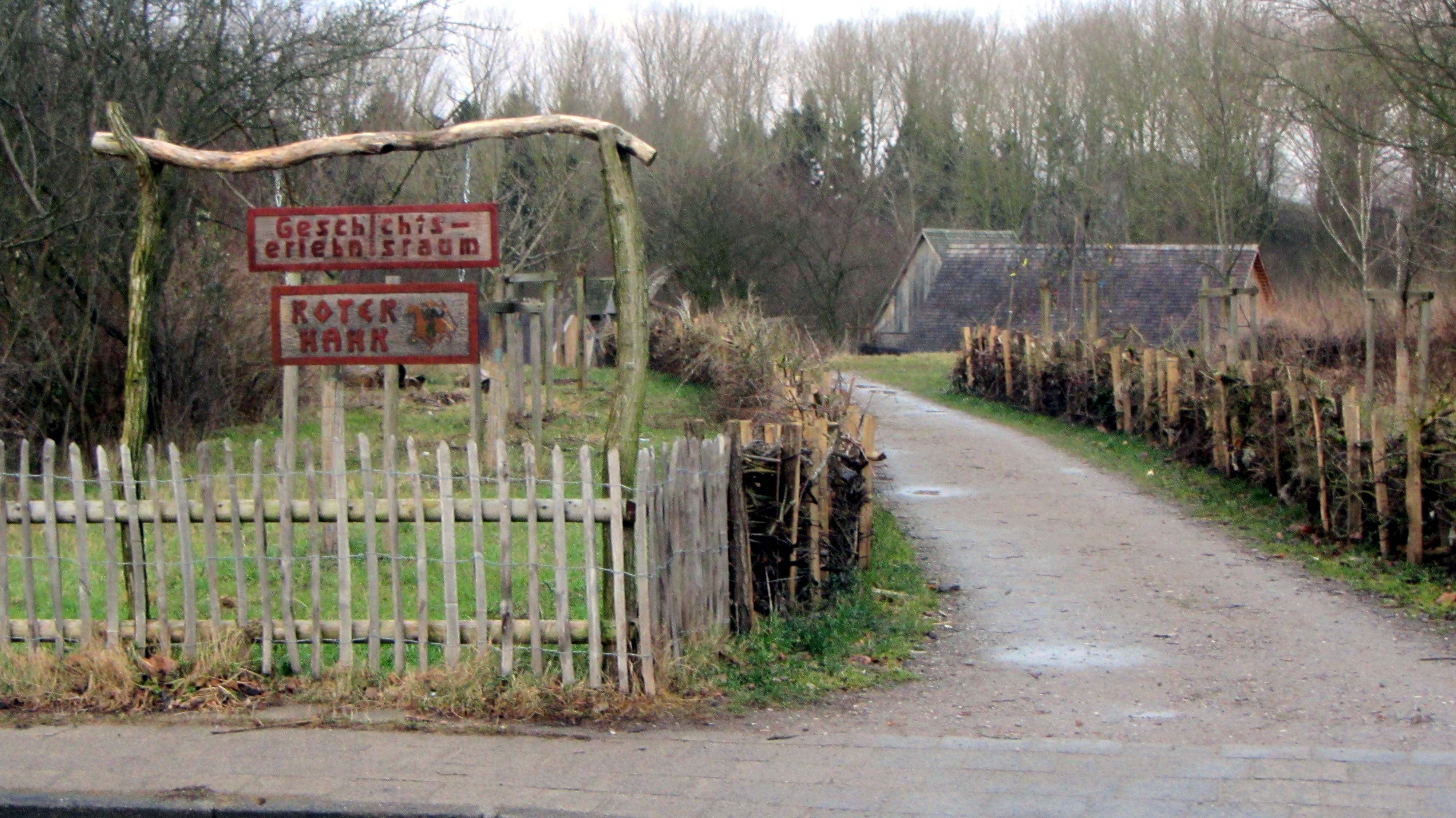
Eingang zum Geschichtserlebnisraum am Pommernring

Im Schulprogramm der Schule ist festgelegt, dass der Unterricht mehrmals pro Klasse im Monat auf den für die Kinder leicht zu Fuß zu erreichenden Geschichtserlebnisraum Lübeck ausgeweitet wird. Dort haben die Kinder eine starke Berührung mit Natur, Tieren und Geschichte.
Zudem bietet die Schule den Schülern die Möglichkeit, den Nachmittag gemeinsam zu verbringen.
Im Rahmen der Kooperation werden Schafe zweimal in der Woche auf das Schulgelände geführt.

## Hymne
Von Wolfram Eicke wurde 2015 eine Schulhymne komponiert. Diese lernen und verinnerlichen die Kinder, was zudem das Zusammengehörigkeitsgefühl der Schüler fördert.

## Englischunterricht
Ab dem Schuljahr 2014 wird die Fremdsprache Englisch ab dem ersten Schuljahr in einer Klasse pro Zug unterrichtet. Dies erfolgt integriert in den üblichen Fächern wie Mathematik, Deutsch und Heimat-, Welt- und Sachkunde (HWSU).
Seit 2015 ist der Englischunterricht ab mindestens einer Klasse per Jahrgang fest im Schulprogramm und Unterrichtsplan verankert.

## Kunstobjekte
Auf dem Gelände der Schule und innerhalb des Gebäudes sind einige Kunstwerke zu finden:

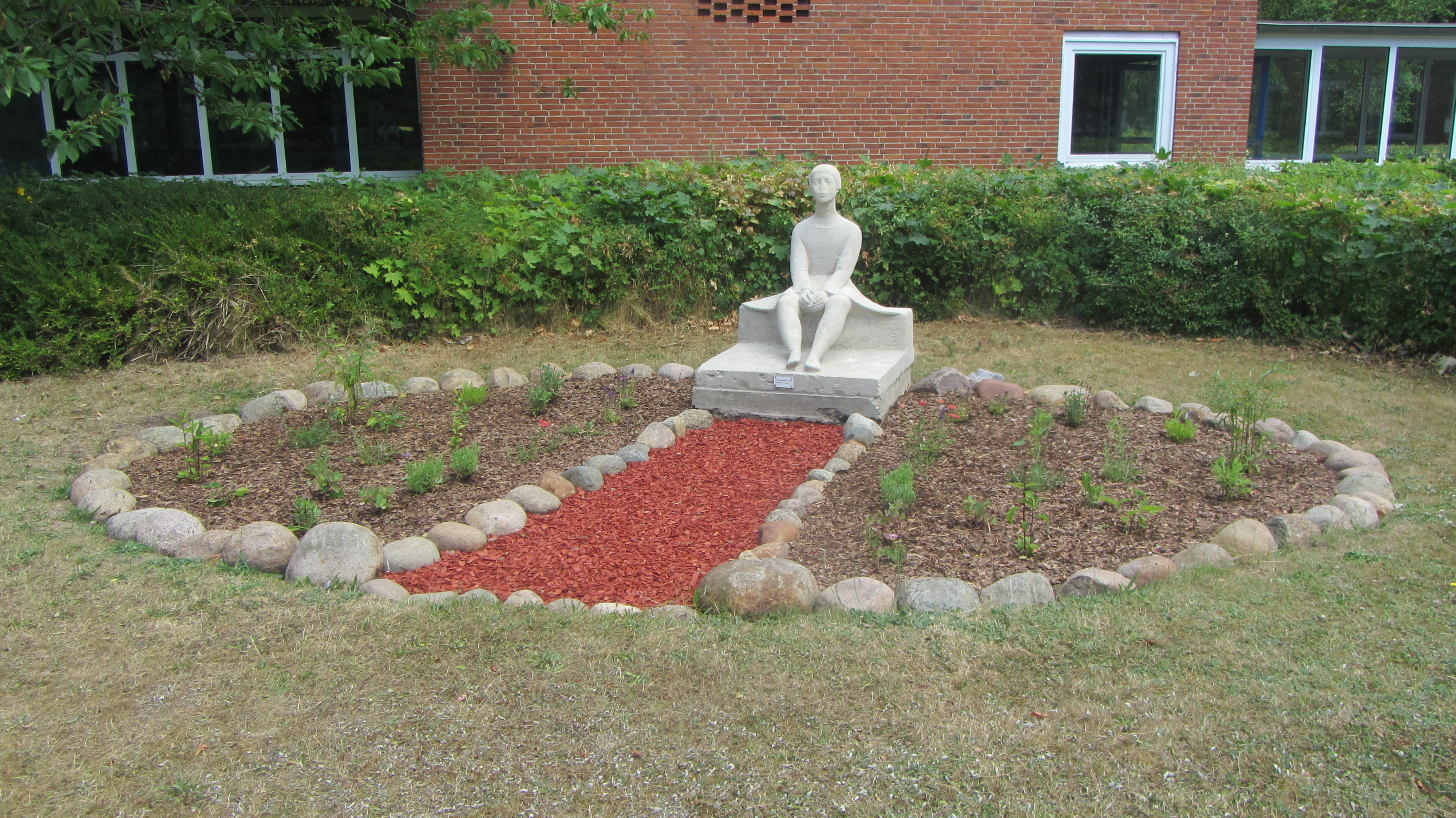
Skulpture „Die Lauschende“ von Walli Gebhard-Linke
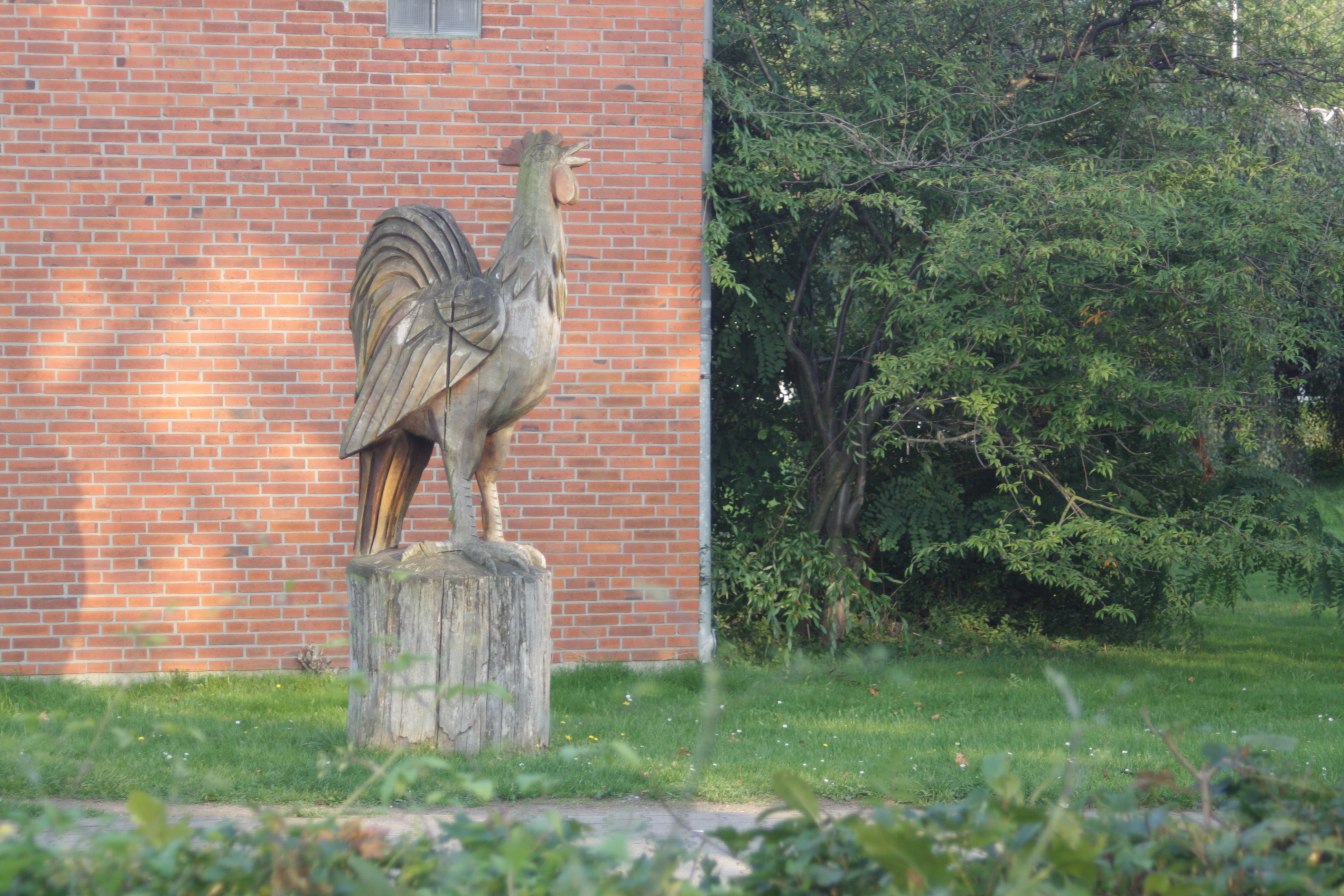
Holzskulptur „Hahn“

- Glasmosaik „Jugendfreizeit“ von Herbert Müller-Fried (1960)[15]
- Emailwandbild „Roter Hahn“ von Christel Biemann (1961)
- Skulptur „Die Lauschende“ von Walli Gebhard-Linke (1962)[16]
- Bleiverglasung Fenster „Traumlandschaft mit Vögeln“ von Dagmar Schulze-Ross (1965)[17]
- Keramik Mosaik „Lebensbereiche Wasser, Luft und Erde“ von Eberhard Zietz (1965)[18]
- Holzskulptur „Hahn“[19] (gespendet von Lisa Dräger[20])

## Schulverein
Der Schulverein besteht seit dem 24. Juni 1964.